# قلحات
قلحات هي قرية لبنانية من قرى قضاء الكورة في محافظة الشمال.